# Redemption (песня Гакта)
«Redemption» — сингл японского музыканта Гакта, вышедший под лейблом Nippon Crown 25 января 2006 года. В течение двенадцати недель с момента релиза занимал 3-е место в чарте синглов Oricon. В 2006 году находился на 83-й позиции среди самых продаваемых синглов; было продано 124 955 копий Redemption, что делает его 8-м самым прибыльным синглом Гакта. Исполнитель написал композиции «Longing» и «Redemption» специально для игры Dirge of Cerberus: Final Fantasy VII (2006). RIAJ вручила «Redemption» «золотую» сертификацию.

## Обзор
В конце 2005 года Гакт принял участие в написании музыки для игры Dirge of Cerberus: Final Fantasy VII (2006) от компании Square Enix, выходившей в рамках Компиляция Final Fantasy VII, подсерии франшизы Final Fantasy. Музыкант сочинил и исполнил две песни — «Longing» и «Redemption» и выпустил их в формате сингла, отдельно от саундтрека игры, в который обе композиции также вошли. Изначально разработчики Dirge of Cerberus задумывали заключительную тему игры как балладу, в то время как Гакт планировал написать рок-песню. Команда поддержала задумку и видение исполнителя. Также существует ограниченное издание «Redemption» с двумя видеоклипами — рекламным музыкальным видеоклипом Гакта и альтернативным видео с использованием отрывков из игры. Впервые Гакт исполнил «Redemption» в 2005 году во время тура Diabolos: Aien no Shi, после чего неоднократно выступал с этим треком на протяжении всей своей сольной карьеры.
Помимо написания музыки, Гакт также послужил основой для персонажа Генезиса Рапсодоса, которому подарил свои голос, внешность и черты личности; Генезис эпизодически появился в секретной концовке Dirge of Cerberus, после чего стал главным антагонистом следующей игры Компиляции — Crisis Core: Final Fantasy VII (2007).

## Треклист
| №  | Название                    | Длительность |
| -- | --------------------------- | ------------ |
| 1. | «Redemption»                | 4:07         |
| 2. | «Longing»                   | 4:06         |
| 3. | «Redemption (Instrumental)» | 4:06         |
| 4. | «Longing (Instrumental)»    | 3:58         |